# Glod (okręg Marmarosz)
Glod – wieś w Rumunii, w okręgu Marmarosz, w gminie Strâmtura. W 2011 roku liczyła 632 mieszkańców.